# Жоржиньо
Жо́рже де Амори́н Оливе́йра Ка́мпос (порт.-браз. Jorge de Amorim Oliveira Campos; род. 17 августа 1964, Рио-де-Жанейро), более известный как Жоржи́ньо (порт.-браз. Jorginho) — бразильский футболист и футбольный тренер. Выступал на позиции правого защитника, чемпион мира 1994 года.

## Биография

### Игровая карьера
Жоржиньо — воспитанник клуба «Америка», где он до 13 лет играл на позиции центрального защитника, а затем, из-за слишком невысокого роста, стал играть на фланге обороны. За основной состав «Америки» он выступал с 1983 по 1984 год. После победы в чемпионате мира среди юниоров на Жоржиньо обратили внимание гранды бразильского футбола «Васко да Гама» и «Фламенго», куда и перешёл Жоржиньо.
Он перешёл во «Фламенго», заменив Леандро, который из-за проблем с коленями был вынужден играть в центре обороны. Его дебютной игрой стал матч 15 июля 1984 года против «Ботафого», в котором «Фла» победил 1:0. Жоржиньо выступал за «Фламенго» на протяжении пяти лет и помог клубу выиграть чемпионат штата Рио-де-Жанейро и чемпионат Бразилии. Всего за «Фламенго» Жоржиньо провёл 246 матчей и забил восемь голов.
В 1989 году Жоржиньо уехал в немецкий клуб «Байер 04». Эта команда играла по схеме 5-3-2 или 3-5-2 с двумя крайними защитниками, которые закрывали всю бровку поля. Благодаря этой тактике Жоржиньо смог раскрыться и в наступательных действиях, часто ассистируя партнёрам и забивая. В 1993 году Жоржиньо перешёл в «Баварию», где за два сезона забил шесть голов, а также стал чемпионом Германии и обладателем Кубка УЕФА. Однако, если первый сезон в клубе вышел для Жоржиньо удачным, то во втором он провёл лишь 10 игр: его вытеснил из состава Маркус Баббель.
В 1995 году Жоржиньо уехал в Японию, перейдя по приглашению бывшего партнёра по «Фламенго» Зико в клуб «Касима Антлерс». Там Жоржиньо провёл четыре года, выиграл два чемпионата Японии, Кубок Японии и один раз был признан лучшим игроком чемпионата. В 1999 году Жоржиньо вернулся в Бразилию. Там он выступал за клубы «Сан-Паулу», «Васко да Гама» и «Флуминенсе», где завершил карьеру в 2001 году.

### В сборной
Жоржиньо провёл за сборную Бразилии 64 матча, забив три гола. Он участвовал в матчах чемпионата мира 1990 и 1994 годов. В последнем из них Бразилия стала чемпионом, а Жоржиньо, несмотря на то, что был заменён в финале на 21 минуте после травмы, был включён в символическую сборную чемпионата. На турнире он отдал две голевые передачи, в том числе в полуфинале против Швеции его пас помог Ромарио забить победный гол.
На международном уровне Жоржиньо также помог олимпийской сборной выиграть серебро на летних Олимпийских играх 1988 года в Сеуле.

### Тренерская карьера
Тренерскую карьеру Жоржиньо начал в 2005 году в «Америке», где начинал свою карьеру. Он провёл с командой 14 матчей и был уволен после серии неудачных матчей. 31 июля 2006 года Жоржиньо был назначен помощником Дунги в сборной Бразилии. Также в течение 50-ти дней, в двух играх, со Швецией и Северной Ирландией, Жоржиньо самостоятельно тренировал сборную.
30 августа 2010 года Жоржиньо был объявлен новым менеджером «Гояса». Был уволен 8 ноября и назначен главным тренером «Фигейренсе» 1 марта следующего года.
21 декабря 2011 года Жоржиньо покинул «Фигейренсе» и встал у руля клуба «Касима Антлерс», где играл в 1995—1998 годах. Он вернулся в Бразилию 17 марта 2013 года, в качестве главного тренера «Фламенго», но был уволен 6 июня.
Жоржиньо работал в клубах «Понте-Прета» и «Аль-Васл», прежде чем 16 августа 2015 года был назначен главным тренером «Васко да Гама». Под его руководством Vascão покинули Серию A (18-е место в сезоне 2015), победили в чемпионате штата Рио-де-Жанейро 2016 и вернулись в Серию A (3-е место в сезоне 2016). 28 ноября 2016 года президент «Васко» Эурико Миранда объявил на пресс-конференции о расставании с Жоржиньо и его помощником Зиньо по взаимному согласию.
1 июня 2017 года назначен главным тренером «Баии». Сменил на этом посту Гуто Феррейру. 31 июля 2017 отправлен в отставку.
21 мая 2018 года назначен главным тренером «Сеары». 4 июня 2018 года оставил должность «по личным причинам».
5 июня 2018 года назначен главным тренером «Васко да Гама». 13 августа 2018 года отправлен в отставку через день после матча 18-го тура чемпионата Бразилии 2018 «Палмейрас» — «Васко да Гама» (1:0).
24 сентября 2019 года назначен главным тренером клуба Серии B «Коритиба» сроком до конца сезона 2019. Под его руководством «Коритиба» провела 14 игр (9 побед, 4 ничьи и 1 поражение), финишировала третьей в Серии B 2019 и вышла в Серию A сезона 2020. 19 декабря 2019 года на место Жоржиньо пригласили Эдуардо Барроку.
21 августа 2020 года вернулся на пост главного тренера «Коритибы». 25 октября 2020 года отправлен в отставку через день после поражения «Коритибы» в гостевом матче 18-го тура Серии A 2020 от «Сеары» (1:2). Под его руководством «Коритиба» провела 13 игр (3 победы, 4 ничьи и 6 поражений).
3 июля 2021 года назначен главным тренером клуба Серии A «Куяба».
16 мая 2022 года вернулся в «Атлетико Гоияниенсе». Контракт подписан до конца сезона 2022. 27 августа 2022 года уволен по окончании матча 24-го тура Серии A 2022 «Гояс» — «Атлетико Гоияниенсе» (2:1).
5 сентября 2022 года в 3-й раз возглавил выступающий в Серии B «Васко да Гама». Контракт подписан до конца 2022 года. 10 ноября 2022 года, через 4 дня после гостевого матча заключительного 38-го тура Серии B 2022 против «Итуано» (победу принёс единственный гол Нене с пенальти на 5-й минуте), было объявлено, что Жоржиньо не останется работать в клубе в будущем сезоне. По итогам турнира «Васко да Гама» набрал 64 очка, занял 3-е место и вернулся в Серию А.

## Достижения

#### Командные
- Чемпион мира среди юниоров: 1983
- Чемпион штата Рио-де-Жанейро: 1986
- Чемпион Бразилии: 1987 (Копа Униан)
- Обладатель Кубка Америки: 1989
- Чемпион мира: 1994
- Обладатель Кубка Стэнли Роуза: 1995
- Чемпион Германии: 1993/94
- Чемпион Японии: 1996, 1998
- Обладатель Кубка Японии: 1997
- Обладатель Кубка Джей-лиги: 1997
- Обладатель Кубка Меркосул: 2000
- Обладатель Кубка Жоао Авеланжа: 2000

#### Личные
- Самый ценный игрок Кубка Джей-лиги: 1997
- Приз честной игры FIFA: 1991
- Символическая сборная FIFA: 1991[39]
- Символическая сборная всех звёзд чемпионата мира: 1994
- Символическая сборная Джей-лиги: 1996

#### Тренерские
- Обладатель Кубка банка Суруга: 2012
- Обладатель Кубка Джей-лиги: 2012
- Чемпион штата Рио-де-Жанейро: 2016

## Тренерская статистика
| Команда        | Страна   | С     | До    | Статистика | Статистика | Статистика | Статистика | Статистика |
| Команда        | Страна   | С     | До    | И          | В          | П          | Н          | Побед %    |
| -------------- | -------- | ----- | ----- | ---------- | ---------- | ---------- | ---------- | ---------- |
| Гояс           | Бразилия | 2010  | 2010  | 38         | 8          | 9          | 21         | 21.05      |
| Фигейренсе     | Бразилия | 2011  | 2011  | 38         | 15         | 13         | 10         | 39.47      |
| Касима Антлерс | Япония   | 2012  | 2012  | 34         | 12         | 10         | 12         | 50         |
| Всего          | Всего    | Всего | Всего | 110        | 35         | 32         | 43         | 31.82      |